# 21 de desembre
El 21 de desembre és el tres-cents cinquanta-cinquè dia de l'any del calendari gregorià i el tres-cents cinquanta-sisè en els anys de traspàs. Queden 10 dies per a finalitzar l'any.

## Esdeveniments
Països Catalans
- 1808, Molins de Rei: Després de trencar el bloqueig de Barcelona, el general Saint-Cyr derrotà les tropes del bàndol patriòtic reagrupades en la línia del Llobregat en la batalla de Molins de Rei.
- 1889: Buffalo Bill arriba a Barcelona amb el circ en el qual demostra les seves habilitats durant la seva gira per Europa.
- 1892: Barcelona: S'obre al públic el nou Mercat de l'Abaceria Central, al barri de Gràcia de Barcelona.[1]
- 1908: Es funda a Barcelona la "Lliga vegetariana".[2]
- 1932: Normes de Castelló, codi gramàtic i ortogràfic valencià, que assumia la concepció fabriana de la llengua.[3]
- 1957: Barcelona: Obre les portes el Teatre Candilejas.[4]
- 2005: Entra en funcionament el primer domini .cat.
- 2017: Eleccions al Parlament de Catalunya.

Resta del món
- 1471: Els portuguesos João de Santarém i Pêro Escobar descobreixen l'Illa de São Tomé.[5]
- 1511: El dominic espanyol Pedro de Córdoba, realitza la primera denúncia contra el maltractament als indis en el Nou Món.[6]
- 1605: Surt d'El Callao l'expedició de Pedro Fernández de Quirós, en aquest viatge es descobriria la major part de les illes Noves Hèbrides.[7]
- 1879: El New York Herald anuncia que Edison ha inventat l'enllumenat públic per electricitat.
- 1900, Leipzig: Lenin publica el primer número del diari marxista Iskra ("Espurna")[8]
- 1907, Iquique, Xile: matança de l'Escola Santa Maria d'Iquique.
- 1911: Es concedeix a l'escriptor espanyol José de Echegaray el Toisó d'Or.[9]
- 1912: Dinamarca, Noruega i Suècia declaren la seva neutralitat en cas de guerra.[10]
- 1923: El Nepal: aquest país, fins aleshores un protectorat britànic, esdevé independent.
- 1942: El govern bolivià desarticula el PIR (Partit d'Esquerra Revolucionària).
- 1946: Terratrèmol al sud del Japó: moren 1.362 persones i 36.000 cases són destruïdes.[11]
- 1948, Irlanda se separa de la Commonwealth.
- 1958, Charles de Gaulle és escollit en referèndum president de la V República de França.
- 1959, Madrid: El president dels Estats Units Eisenhower visita a Francisco Franco a Madrid; més d'un milió de persones surten al carrer per a rebre'l.
- 1962
  - Argentina: creació de l'Academia Porteña del Lunfardo.
  - El Parc Nacional Rondane s'estableix com el primer parc nacional de Noruega.[12]
- 1966: Es llença la sonda espacial soviètica Luna 13. que aconsegueix aterrar a la lluna i recollir mostres de la superfície lunar.[13]
- 1968: Marxa cap a la Lluna la nau espacial estatunidenca Apollo 8
- 1980, Galícia: S'hi celebra el referèndum en què resultarà plebiscitat l'Estatut d'Autonomia de Galícia.
- 1987: Naufraga el transbordador filipí Doña Paz: 4.000 morts.[14]
- 1988: Atemptat de Lockerbie
- 1989, Nicolae Ceausescu convoca una manifestació del PCR a Bucarest (Romania) per a condemnar les protestes iniciades cinc dies abans a Timisoara. L'assemblea es gira en contra seu i s'inicia la Revolució romanesa de 1989.[15]
- 1991 – Primeres eleccions legislatives a Taiwan en 40 anys, amb una àmplia victòria del governamental Kuomitang (Partit Nacionalista), que reformarà la Constitució.
- 1992, Polònia, la República Txeca, Eslovàquia i Hongria creen una zona de lliure comerç.
- 1994, Mèxic: El volcà Popocatépetl de Mèxic, va registrar una explosió que va produir gas i cendres a més de 25 km de distància.
- 2009: Lionel Messi guanya el trofeu al FIFA World Player, superant a les votacions a Cristiano Ronaldo i Xavi Hernández.
- 2011 - Madrid: Mariano Rajoy Brey pren possessió com a president del Govern d'Espanya.

## Naixements
Països Catalans
- 1651 - València: Tomàs Vicent Tosca i Mascó, erudit valencià, matemàtic, cartògraf i teòleg, a banda de creador del moviment Novatores.
- 1856 - Sabadell: Filomena Fournols i Bayard, pintora catalana.[16]
- 1870 - Sabadell: Antoni Pous i Palau, pintor, escenògraf i aquarel·lista.[17]
- 1942 - Alcoletge, Segrià: Salvador Rué i Alió, futbolista de UE Lleida, RCD Espanyol, CA Osasuna i UE Sant Andreu.
- 1960 - Barcelona: Loquillo, músic.
- 1979 - Olot: Elisabet Canalias Vila, matemàtica catalana especialista en el càlcul de trajectòries interplanetàries.
- 1981 - Palma: Marta Fernández Farrés, jugadora de bàsquet.

Resta del món
- 1118 - Londres: Thomas Becket, sant i màrtir anglès de l'Església catòlica.
- 1744 - París: Anne Vallayer-Coster, pintora francesa del moviment rococó (m.1818).[18]
- 1804 - Londres, Anglaterra: Benjamin Disraeli, polític anglès, Primer Ministre del Regne Unit (1868 i 1874 a 1880) (m. 1881).[19]
- 1830 - Virgínia, Estats Units: Marion Harland, escriptora estatunidenca (m. 1922).[20]
- 1890 - Nova York (EUA): Hermann Joseph Muller, biòleg i genetista nord-americà, Premi Nobel de Medicina o Fisiologia de 1946 (m. 1967).
- 1892 - Londres: Rebecca West, escriptora, periodista i crítica literària britànica (m. 1983).[21]
- 1904 - Pamplona: Dorotea Barnés González, investigadora química espanyola (m. 2003).[22]
- 1905 - Londres (Anglaterra): Anthony Powell, escriptor, editor i crític anglès (m. 2000).[23]

- 1915 - Nova York, Estats Units: Joe Mantell, actor estatunidenc
- 1917 - Colònia, Imperi Alemany: Heinrich Böll, escriptor alemany, Premi Nobel de Literatura de l'any 1972 (m. 1985).[24]
- 1920 - L'Havana (Cuba): Alicia Alonso, ballarina i coreògrafa de dansa clàssica (m. 2019).[25]
- 1922 - Petsamo, Finlàndia: Maila Nurmi, actriu finlandesa-estatunidenca, creadora del personatge de Vampira (m. 2008).[26]
- 1935 - Oak Park, Illinois, Estats Units: John G. Avildsen, director de cinema estatunidenc (m. 2017).[27]
- 1937 - Nova York, EUA: Jane Fonda, actriu.[28]
- 1940 - Baltimore, EUA: Frank Zappa, guitarrista i compositor (m. 1993).[29]
- 1944 - Artziniega: Teresa Aranguren Amézola, periodista basca amb una trajectòria professional lligada a la informació internacional del món àrab i zones en conflicte.[30]
- 1946 - Inglewood, Califòrnia (EUA): Carl Wilson, cantant, guitarrista i compositor nord-americà, membre cofundador dels Beach Boys (m. 1998).[31]
- 1947 - Algesires, Cadis, Andalusia: Paco de Lucía, guitarrista andalús.
- 1948 - Washington D.C.(EUA) : Samuel L. Jackson, actor.[32]
- 1950 - Martin, Txecoslovàquia: Patricie Holečková: escriptora txeca d'aforismes i epigrames.[33]
- 1954 - Fort Lauderdale, Florida (EUA): Chris Evert, tennista.[34]
- 1959 - Los Angeles: Florence Griffith-Joyner, atleta nord-americana especialista en proves de velocitat (m. 1998).[35]
- 1966 - Londres, Anglaterra: Kiefer Sutherland, actor.[36]
- 1971 - Malmö, Suècia: Alice Bah Kunke, presentadora de televisió i política.[37]
- 1982 - Chelmsford, Anglaterra: Tom Payne, Actor britànic.
- 1983 - Seül: Steven Yeun, Actor sud-coreà i actor de veu.

## Necrològiques
Països Catalans
- 1922 - Palma: Alberta Giménez i Adrover, religiosa i professora mallorquina (n. 1837).[38]
- 1923 - Castellar del Vallès: Lluís Rodés i Pou, escolapi català.
- 1925 - Sabadell: Manuel Ribot i Serra, bibliotecari, arxiver, historiador, dramaturg i poeta català
- 1943 - Barcelona: Adrià Gual i Queralt, dramaturg, escenògraf i empresari teatral català (n. 1872)
- 1988 - Barcelona: Rosa Mas i Mallén, violinista i compositora catalana (n. 1915).[39]
- 1990 - Barcelona: Susana March Alcalá, escriptora catalana en castellà.[40]
- 1995 - València: Vicent Badia i Marín, advocat, articulista, cronista i escriptor valencià (n. 1919).
- 1997 - Santanyí, Mallorca: Blai Bonet i Rigo, poeta i escriptor mallorquí (n. 1926).

Resta del món
- 72 - Chennai (Índia): Sant Tomàs apòstol
- 1375 - Certaldo, República de Florència: Giovanni Boccaccio, escriptor en italià.
- 1696 - París: Louise Moillon, pintora francesa de l'època barroca, especialista en natures mortes (n. 1610).[41]
- 1824 - Londres: James Parkinson, científic britànic, conegut per descriure la malaltia que porta el seu nom (n. 1755).
- 1937 - Saint Paul (Minnesota) (EUA): Frank Billings Kellogg, advocat i polític nord-americà, Premi Nobel de la Pau de l'any 1929 (n. 1856).
- 1940 - Rockville (Maryland), Estats Units: Francis Scott Fitzgerald, escriptor nord-americà (n. 1896).[42]
- 1945 - Heidelberg, Baden-Württemberg, Alemanya: George Smith Patton, militar estatunidenc. (n. 1885).[43]
- 1950 - Getaria: Joseph Apeztegi, jugador de pilota basca.
- 1988 - Oxford (Anglaterra): Nikolaas Tinbergen, etòleg i ornitòleg neerlandès, Premi Nobel de Medicina o Fisiologia de l'any 1973 (n. 1907).

## Festes i commemoracions
- Santoral: sants Miquees, profeta; Pere Canisi, prevere; venerable Gaietana Alberta Giménez, fundadora de les Religioses de la Puresa de Maria; venerable Maria Llorença Llong, fundadora de les Clarisses Caputxines.

### Efemèrides astronòmiques
- solstici d'hivern (al voltant d'aquesta data).